# Adolph Baedeker
Adolph Baedeker (* 24. November 1810 in Essen; † 24. Oktober 1906 in Honnef) war ein deutscher Verleger und Buchhändler.
Er war ein Sohn von Gottschalk Diedrich Baedeker, der eine Buchhandlung in Essen errichtet hatte. Adolph gründete seinerseits Buchhandlungen in Rotterdam (1835 bis 1850) und in Köln (1844–1867). Baedeker heiratete am 27. Mai 1851 Johanna Bohn aus Koblenz (* 16. März 1839). Sein ältester Bruder war Karl Baedeker, der Begründer der weltbekannten Baedeker-Reiseführer, mit dem er verschiedene Bücher und Ansichtenwerke verlegte. Adolph Baedeker wohnte über viele Jahre in Honnef, wo er zuletzt der älteste Einwohner war, und wurde auf dem dortigen Friedhof beigesetzt.